# 龍岡城駅
龍岡城駅（たつおかじょうえき）は、長野県佐久市田口切合にある、東日本旅客鉄道（JR東日本）小海線の駅である。

## 歴史
- 1915年（大正4年）12月28日：佐久鉄道 中込駅 - 羽黒下駅間の開通と同時に、大奈良停留場（おおならていりゅうじょう）として開業[1]。旅客営業のみ。
- 1934年（昭和9年）9月1日：佐久鉄道を国有化し、鉄道省小海北線（→小海線）に編入[2]。大奈良駅となる[3]。ただし、当駅からは線内各駅および信越本線小諸・上田・長野駅への旅客のみ取り扱い（旅客駅[3]） 。
- 1935年（昭和10年）11月29日：小海線の全通に伴い[4]、旅客を取り扱う区間に中央本線小淵沢・上諏訪・岡谷の各駅を追加[5]。
- 1944年（昭和19年）11月11日：前日限りで運輸営業を休止[6]。
- 1952年（昭和27年）3月1日：小海線三反田駅（→臼田駅） - 中込駅間に龍岡城駅として新設の扱いで営業を再開[7]。
- 1987年（昭和62年）4月1日：国鉄分割民営化により、JR東日本の駅となる[8]。
- 1991年（平成3年）12月：待合室が設置される[9]。

## 駅構造
単式ホーム1面1線を持つ地上駅である。
無人駅である。城をイメージした待合室がある。

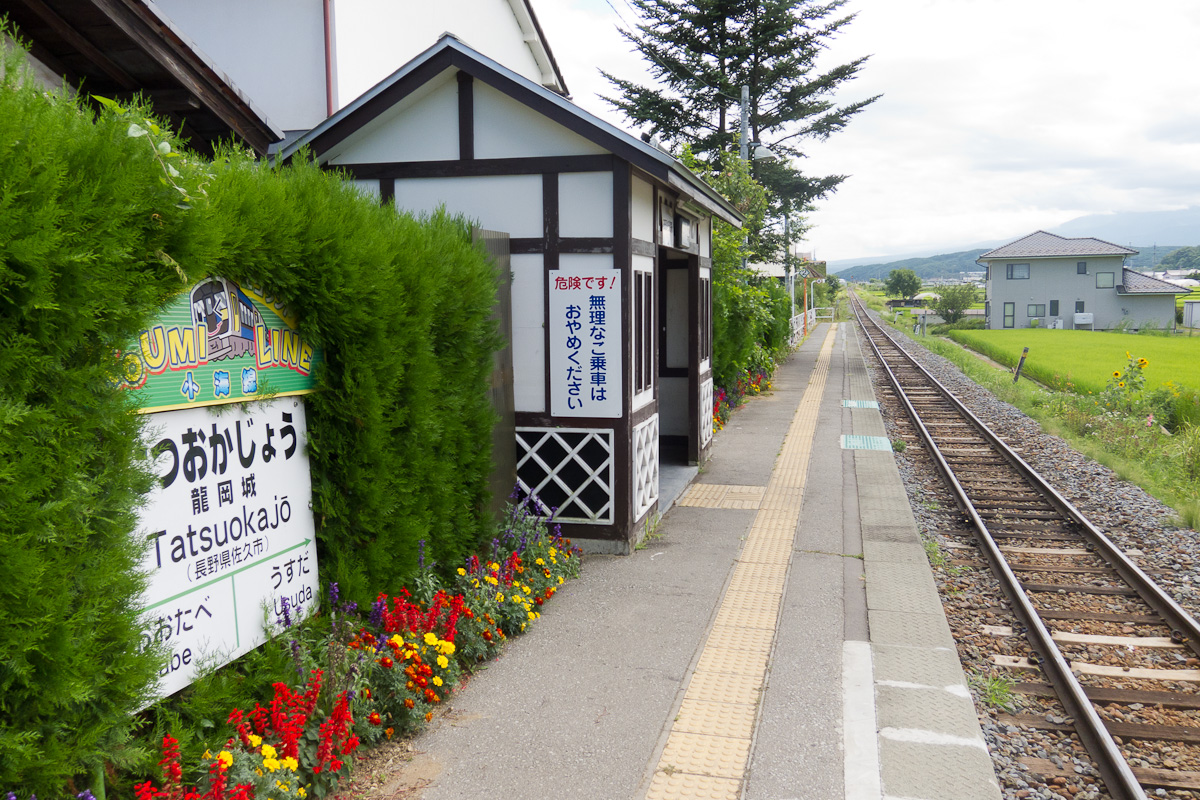
待合室外観（2011年8月）
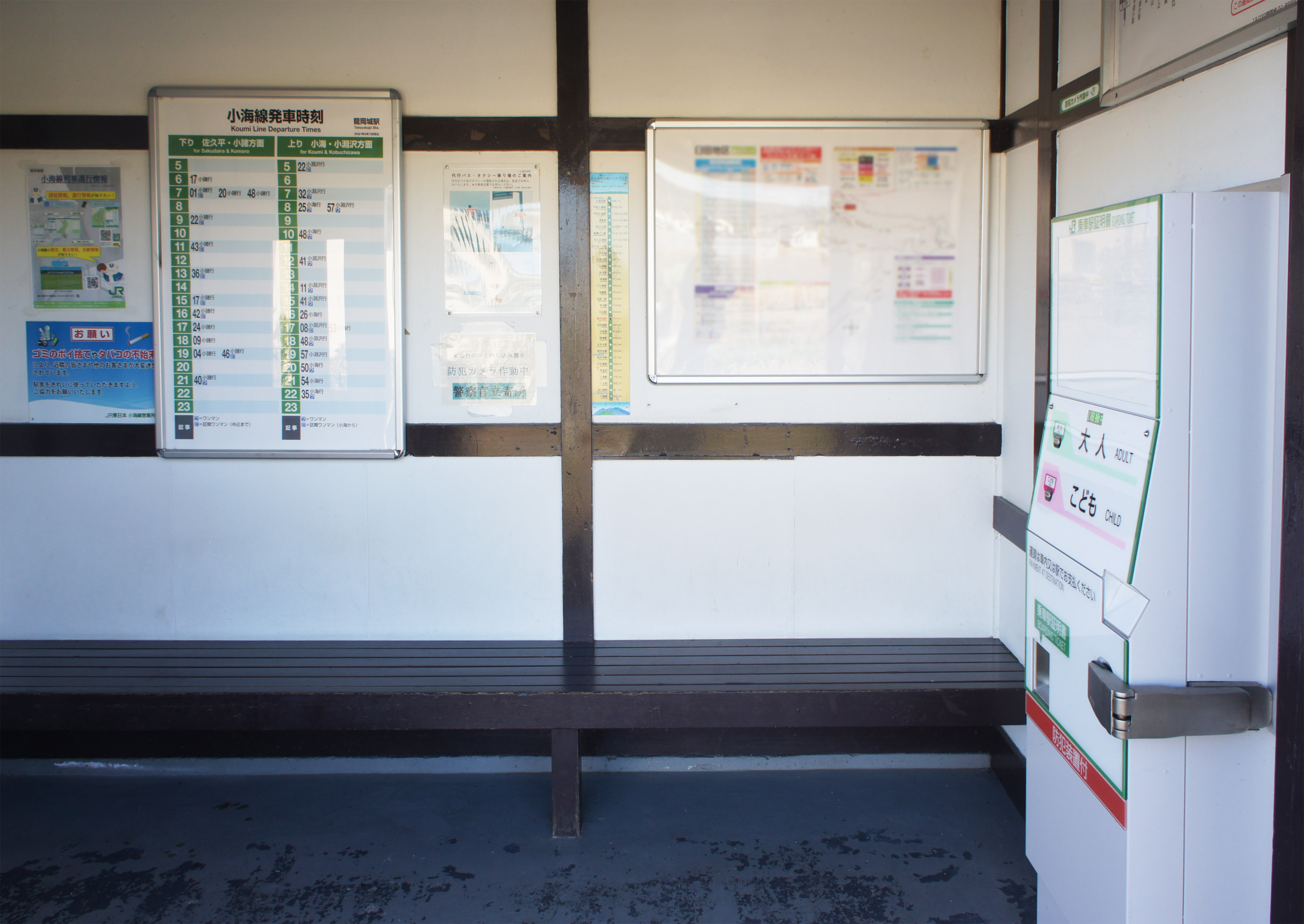
待合室（2021年10月）

## 利用状況
2007年度（平成19年度）、2009年度（平成21年度）- 2011年度（平成23年度）の1日平均乗車人員の推移は以下のとおりであった。
| 乗車人員推移       | 乗車人員推移     | 乗車人員推移 |
| 年度               | 1日平均 乗車人員 | 出典         |
| ------------------ | ---------------- | ------------ |
| 2007年（平成19年） | 149              | [ 1 ]        |
| 2009年（平成21年） | 135              | [ 1 ]        |
| 2010年（平成22年） | 130              | [ 11 ]       |
| 2011年（平成23年） | 162              | [ 12 ]       |

## 駅周辺
- 龍岡城（城跡への直線距離では隣駅の臼田駅の方が近い）
- 長野県佐久平総合技術高等学校 臼田キャンパス[1]
- 五稜郭展望台（田口城址）
- 新海三社神社

## 隣の駅
東日本旅客鉄道（JR東日本）
■小海線
臼田駅 - 龍岡城駅 - 太田部駅